# منطقة كوتشووه
منطقة كوتشووه (بالألبانية: Rrethi i Kuçovës) هي واحدة من ستة وثلاثين منطقة تقع في ألبانيا وهي جزء من مقاطعة بيرات.[بحاجة لمصدر]